# Сендзівуй Анджей Остроруг
Сендзівуй Анджей Остроруг гербу Наленч (пол. Sędziwój Andrzej Ostroróg; бл. 1568 — 1624) — державний діяч і один з лідерів лютеран Великопольщі часів Речі Посполитої.

## Життєпис
Походив з польського магнатського роду Остророгів (Остроругів). Онук Якуба Остроруга. Єдиний син Вацлава Остророга та Катерини (доньки бжесць-куявського воєводи Рафала Лещинського). Народився близько 1568 року. 1574 року після смерті батька опинився під опікою вуйка Анджея Лещинського.
Після здобуття домашньо освіти 1589 року вступив до Страсбурзького університету. Того ж року відправив кошти для відбудови лютеранської кірхи в Остророзі та надав кошти на братську школу в Кольмінках.
1594 року оженився з представницею магнатського роду Фірлеїв. Невдовзі ставодним з лідерів лютеран у Великопольщі. 1595 року виступив як свідок угоди між кальвіністами на чолі із Симоном Богомилом Турновським й лютеранами під орудою Еразма Глішнера. Того ж року був депутатом Торунського синоду, де розглядалися питання об'єднання кальвіністів та лютеран Польщі. У 1599 році був депутатом на Віленський з'їзд протестантів й православних Речі Посполитої.
1604 року увійшов до комісії, що розслідувала суперчку між містом Всхова і тамтешнім священником. У 1609—1613 роках брав участивну участь у сеймиках Великої Польщі. У цей час активно захищав лютеранськігромади, зокрема в Познані, від тиску католиків. 1611 року призначено очільником кальвіністського синоду в Любліні. Виступав за спільні дії з тринітаріями. Того ж року увійшов до комісії щодо перемовин з Бранденбургом з приводу суперечностей у прикордонні.
У 1613, 1615, 1618, 1620 роках його обирали послом на вальний сейм. 1616 року отримав Всховське староство (до 1621 року). На цей момент став удівцем; тому близько 1617 року зміг пошлюбити Катажину з Бучацьких — удову Анджея Потоцького.
1622 року отримав посаду мендзижецького каштеляна. Перебував на цій посаді до самої смерті, що настала між 16 липня та 27 жовтня 1624 року.

## Родина
Перша дружина — Зофія, донька краківського воєводи Яна Фірлея. Діти:
- Барбара (пом. 1639), дружина тлумацького старости Яна Потоцького, потім — посла до сеймів Миколая Модлішевського.

Друга дружина — Катажина, донька барського старости Миколая Бучацького-Творовського; дітей не було.